# Liste von Bibliotheken in Frankreich
Hier erfolgt eine Auflistung von Bibliotheken in Frankreich.

## Organisationen
Zu den Organisationen gehören u. a. die Association des bibliothécaires de France (ABF) und die Association internationale francophone des bibliothécaires et documentalistes.

## Bibliotheken nach Städten
Ajaccio (Korsika)
- Stadtbibliothek Ajaccio

Boulogne-Billancourt
- Bibliothèque Marmottan

Clermont-Ferrand
- Bibliothèque du Patrimoine de Clermont Auvergne Métropole

Fort-de-France
- Bibliothèque Schœlcher

Lyon
- Stadtbibliothek Lyon

Mülhausen
- Bibliothek der Universität und des Industrievereins Mülhausen

Nanterre
- Bibliothèque de documentation internationale contemporaine

Orléans
- Stadtbibliothek Orléans

Reims
- Reims: Carnegie-Bibliothek

Sélestat
- Humanistenbibliothek in Schlettstadt

Straßburg
- Bibliothèque nationale et universitaire de Strasbourg
- Mediathek André-Malraux in Straßburg
- Bibliothèque Alsatique du Crédit Mutuel

## Bibliotheken in Paris
- American Library in Paris
- Bibliothèque de l’Arsenal
- Bibliothèque Mazarine
- Bibliothèque nationale de France
- Bibliothek Sainte-Geneviève
- Bibliothek des Rathauses von Paris (Bibliothèque de l'hôtel de ville de Paris)
- Bibliothek zur Geschichte der Stadt Paris (Bibliothèque historique de la ville de Paris)
- Bibliothek des Kinos François-Truffaut (Bibliothèque du cinéma François-Truffaut)
- Bibliothek des Tourismus und des Reisens (Bibliothèque du tourisme et des voyages)
- Bibliothek Forney (Bibliothèque Forney)
- Bibliothèque Marguerite-Durand
- Bibliothek der Politik (Bibliothèque de Sciences Po), der Fondation nationale des sciences politiques und des Institut d’études politiques de Paris
- Bibliothek des Institut national de la statistique et des études économiques,(Bibliothèque de l'Institut national de la statistique et des études économiques)
- Bibliothek der Pariser Oper, (Bibliothèque-Musée de l'Opéra National de Paris)
- Bibliothek des Kurdischen Instituts
- Turgenew-Bibliothek

Museumsbibliotheken
- Bibliothek des Musée du quai Branly, (Médiathèque et Bibliothèque du musée du quai Branly)
- Fachbibliothek für Architektur der Cité de l’architecture et du patrimoine, (Bibliothèque de la Cité de l'architecture et du patrimoine)

Parlamentsbibliothek
- Bibliothek der Nationalversammlung, (Bibliothèque de l'Assemblée nationale)

Hochschulbibliotheken
- Bibliothèques interuniversitaires d'Île-de-France, der Universität von Paris
- Bibliothèque de l'École nationale supérieure des Arts décoratifs, der École nationale supérieure des arts décoratifs
- Bibliothèque interuniversitaire de santé
- Bibliothèque universitaire des langues et civilisations
- Bibliothèque interuniversitaire des langues orientales, des Institut national des langues et civilisations orientales
- Bibliotheken des Institut Catholique de Paris, (Bibliothèques de l'Institut catholique de Paris)
- Bibliothek der Universität Pierre und Marie Curie, (Bibliothèque universitaire Pierre-et-Marie-Curie)

## Fachbibliotheken
- Nanterre: Bibliothèque de documentation internationale contemporaine
- Paris: Bibliothèque interuniversitaire de santé
- Paris: Maison de la Culture Yiddish
- Straßburg:Bibliothèque Alsatique du Crédit Mutuel

## Québec
Aufgrund der weitreichenden Zusammenhänge sei hier auch die Nationalbibliothek von Québec erwähnt.
- Bibliothèque et Archives nationales du Québec

## Bibliothek einer Überseeregion
- Martinique:Bibliothèque Schœlcher

## Digitale und virtuelle Bibliotheken
- Gallica
- Bibliothèque numérique de Roubaix, eine digitale Bibliothek der Stadt Roubaix
- Bibliothèque francophone numérique, eine digitale Bibliothek der Frankophonen Kultur.
- Culturethèque, digitale Bibliothek des Institut français

## Ehemalige Bibliotheken
- Deutsche Freiheitsbibliothek